# Kálium-szuperoxid
A kálium-szuperoxid szervetlen vegyület, a kálium egyik oxidja, képlete KO2. Sárga színű, paramágneses anyag, nedves levegő hatására elbomlik. Egyik ritka példája a szuperoxidion stabil sóinak. Szén-dioxid- és vízmegkötőszerként, illetve oxigéngenerátorként használják lélegeztetőkészülékekben, űreszközökben, tengeralattjárókon és az űrruhák életfenntartó rendszerében.

## Előállítása és reakciói
Olvadt kálium tiszta oxigénben történő égetésével állítják elő.
K +  O2  →   KO2
A sóban K+ és O2− ionok találhatók, melyeket ionos kötés tart össze. Az O−O kötéstávolság 128 nm.

## Reakciókészsége
Hidrolízise során oxigén és bázis keletkezik:
4 KO2  +  2 H2O  →   4 KOH  +  3 O2
Szén-dioxiddal karbonátok keletkezése közben bomlik:
4 KOH + 2 CO2  →  2 K2CO3  +  2 H2O
A fenti két reakció kombinációja is előfordul:
4 KO2  +  2 CO2   →   2 K2CO3  +  3 O2
4 KO2  +  4 CO2  +  2 H2O   →   4 KHCO3  +  3 O2
Laboratóriumi reagensként csak ritkán használják. Mivel vízzel reagál, többnyire szerves oldószerekben vizsgálják. Mivel a só apoláris oldószerekben rosszul oldódik, jellemzően koronaétereket használnak. A tetraetilammónium só is ismert. Ezen sók jellegzetes reakciói a szuperoxid nukleofilként történő alkalmazása, például alkil-bromidok alkoholokká és savkloridok diacil-peroxidokká történő alakításához.

## Felhasználása
Az orosz űrhajózás sikeresen alkalmazta a kálium-szuperoxidot az űrruhák és a Szojuz űrhajók kémiai oxigéngenerátoraiban. Tűzoltók és bányászok lélegeztető készülékeiben  is használják a KO2-t, vízzel történő heves reakciójának veszélye miatt azonban a búváreszközökben csak korlátozottan alkalmazzák. Egy kg KO2 elméletileg 0,618 kg CO2-t képes megkötni, miközben 0,380 kg O2 szabadul fel belőle. Egy KO2 molekula egy molekula CO2-vel reagál, de csak 0,75 oxigénmolekula keletkezik. Az emberi test azonban kevesebb CO2 molekulát termel, mint amennyi oxigénmolekulára szüksége van, mivel a táplálék oxidációja ahhoz is oxigént igényel, hogy azt vízzé és karbamiddá alakítsa.

## Veszélyei
Erélyes oxidálószer, számos anyaggal, például vízzel, savakkal, szerves anyagokkal vagy porított grafittal keverve robbanásszerű hevességgel reagálhat. Még száraz állapotban is ütésre érzékeny robbanókeveréket képezhet szerves olajokkal, például petróleummal keverve. 1999-ben az Oak Ridge National Laboratory területén a NaK fémötvözet szivárgása nyomán keletkezett kálium-oxidok feltakarítása közben robbanás történt, melyet az okozott, hogy az ásványi olajjal telítődött anyagból ütésérzékeny robbanókeverék keletkezett.

## Fordítás
Ez a szócikk részben vagy egészben  a   Potassium superoxide című angol Wikipédia-szócikk ezen változatának fordításán alapul.  Az eredeti cikk szerkesztőit annak laptörténete sorolja fel. Ez a jelzés csupán a megfogalmazás eredetét és a szerzői jogokat jelzi, nem szolgál a cikkben szereplő információk forrásmegjelöléseként.